# Epictia
Epictia is een geslacht van slangen uit de familie draadwormslangen (Leptotyphlopidae) en de onderfamilie Epictinae.

## Naam en indeling
De wetenschappelijke naam van de groep werd voor het eerst voorgesteld door John Edward Gray in 1845. De slangen werden eerder aan andere geslachten toegekend, zoals Stenostoma, Typhlops, Glauconia en Leptotyphlops. Er zijn 43 soorten, veel soorten zijn pas recentelijk beschreven waardoor in de literatuur vaak een lager soortenaantal wordt vermeld. Twaalf soorten zijn in 2015 en 2016 beschreven en de soort Epictia rioignis is pas bekend sinds 2019.

## Verspreiding en habitat
De slangen komen voor in delen van Midden- en Noord-Amerika, inclusief delen van de Caraïben, en leven in de landen en deelgebieden Kleine Antillen, Guyana, Suriname, Frans-Guyana, Trinidad, Venezuela, Brazilië, Peru, Colombia, Mexico, Nicaragua, Honduras, Guatemala, El Salvador, Panama, Argentinië, Uruguay, Nederlandse Antillen, Bahama's, San Salvador, Bolivia en Costa Rica.
De habitat bestaat uit vochtige tropische en subtropische bossen, zowel in laaglanden als in bergstreken, droge tropische en subtropische bossen, koele woestijnen, scrublands en graslanden. Ook in door de mens aangepaste streken zoals landelijke tuinen en stedelijke gebieden kunnen de dieren worden aangetroffen.

## Beschermingsstatus
Door de internationale natuurbeschermingsorganisatie IUCN is aan 21 soorten een beschermingsstatus toegewezen. Dertien soorten worden beschouwd als 'veilig' (Least Concern of LC), zeven soorten als 'onzeker' (Data Deficient of DD) en een soort als 'kwetsbaar' (Vulnerable of VU).

## Soorten
Het geslacht omvat de volgende soorten, met de auteur en het verspreidingsgebied.
| Naam                   | Auteur                                                     | Verspreidingsgebied                                                                            |
| ---------------------- | ---------------------------------------------------------- | ---------------------------------------------------------------------------------------------- |
| Epictia albifrons      | Wagler, 1824                                               | Brazilië                                                                                       |
| Epictia albipuncta     | Burmeister, 1861                                           | Argentinië, Bolivia                                                                            |
| Epictia alfredschmidti | Lehr, Wallach, Köhler & Aguilar, 2002                      | Peru                                                                                           |
| Epictia amazonica      | Orejas-Miranda, 1969                                       | Venezuela, Colombia, Guyana, Frans-Guyana                                                      |
| Epictia antoniogarciai | Koch, Venegas & Böhme, 2015                                | Peru                                                                                           |
| Epictia ater           | Taylor, 1940                                               | Guatemala, Honduras, El Salvador, Nicaragua, Costa Rica                                        |
| Epictia australis      | Freiberg & Orejas-Miranda, 1968                            | Argentinië                                                                                     |
| Epictia bakewelli      | Oliver, 1937                                               | Mexico                                                                                         |
| Epictia borapeliotes   | Vanzolini, 1996                                            | Brazilië                                                                                       |
| Epictia clinorostris   | Arredondo & Zaher, 2010                                    | Brazilië                                                                                       |
| Epictia columbi        | Klauber, 1939                                              | Bahama's, San Salvador                                                                         |
| Epictia diaplocia      | Orejas-Miranda, 1969                                       | Peru                                                                                           |
| Epictia fallax         | Peters, 1858                                               | Venezuela                                                                                      |
| Epictia goudotii       | Duméril & Bibron, 1844                                     | Colombia, Venezuela, Nederlandse Antillen                                                      |
| Epictia hobartsmithi   | Esqueda, Schlüter, Machado, Castelaín & Natera-Mumaw, 2015 | Venezuela                                                                                      |
| Epictia magnamaculata  | Taylor, 1940                                               | Mexico, Honduras, Colombia                                                                     |
| Epictia martinezi      | Wallach, 2016                                              | Honduras                                                                                       |
| Epictia melanura       | Schmidt & Walker, 1943                                     | Peru                                                                                           |
| Epictia munoai         | Orejas-Miranda, 1961                                       | Argentinië, Uruguay, Brazilië                                                                  |
| Epictia pauldwyeri     | Wallach, 2016                                              | Panama                                                                                         |
| Epictia peruviana      | Orejas-Miranda, 1969                                       | Peru                                                                                           |
| Epictia phenops        | Cope, 1875                                                 | Honduras, Guatemala, Mexico, El Salvador                                                       |
| Epictia resetari       | Wallach, 2016                                              | Mexico                                                                                         |
| Epictia rioignis       | Koch, Martins, Schweiger, 2019                             | Nicaragua                                                                                      |
| Epictia rubrolineata   | Werner, 1901                                               | Peru                                                                                           |
| Epictia rufidorsa      | Taylor, 1940                                               | Peru                                                                                           |
| Epictia schneideri     | Wallach, 2016                                              | Mexico                                                                                         |
| Epictia septemlineata  | Koch, Venegas & Böhme, 2015                                | Peru                                                                                           |
| Epictia signata        | Jan, 1861                                                  | Venezuela, Colombia                                                                            |
| Epictia striatula      | Smith & Laufe, 1945                                        | Bolivia, Argentinië, Peru, Brazilië                                                            |
| Epictia subcrotilla    | Klauber, 1939                                              | Peru, Ecuador                                                                                  |
| Epictia teaguei        | Orejas-Miranda, 1964                                       | Peru                                                                                           |
| Epictia tenella        | Klauber, 1939                                              | Kleine Antillen, Guyana, Suriname, Frans-Guyana, Trinidad, Venezuela, Brazilië, Peru, Colombia |
| Epictia tesselata      | Tschudi, 1845                                              | Peru                                                                                           |
| Epictia tricolor       | Orejas-Miranda & Zug, 1974                                 | Peru                                                                                           |
| Epictia undecimstriata | Schlegel, 1839                                             | Bolivia                                                                                        |
| Epictia unicolor       | Werner, 1913                                               | Onbekend, mogelijk in Brazilië                                                                 |
| Epictia vanwallachi    | Koch, Venegas & Böhme, 2015                                | Peru                                                                                           |
| Epictia vellardi       | Laurent, 1984                                              | Argentinië, Paraguay, Brazilië                                                                 |
| Epictia venegasi       | Koch, Santa Cruz & Cárdenas, 2016                          | Peru                                                                                           |
| Epictia vindumi        | Wallach, 2016                                              | Mexico                                                                                         |
| Epictia vonmayi        | Koch, Santa Cruz & Cárdenas, 2016                          | Peru                                                                                           |
| Epictia wynni          | Wallach, 2016                                              | Mexico                                                                                         |